# Theosophische Gesellschaft in Deutschland
Die Theosophische Gesellschaft in Deutschland (TGD) mit Sitz in Frankfurt am Main ist eine von mehreren Theosophischen Gesellschaften, die in Deutschland tätig sind.

## Überblick
Sie ist als gemeinnützig anerkannt, ihre Mitarbeiter arbeiten ehrenamtlich. Die Gesellschaft wurde nach dem Verbot während der Zeit des Nationalsozialismus 1949 wiedergegründet und betrachtet sich als Nachfolge-Organisation der 1897 von Franz Hartmann in München gegründeten „Internationalen Theosophischen Verbrüderung“ (I.T.V.). Hartmanns Absicht war es, die theosophische Bewegung in Deutschland von den Kontroversen freizuhalten, die zwischen der anglo-indischen und der amerikanischen Sektion entstanden waren.

## Hartmanns Sichtweise

### Theosophie und theosophische Lehren

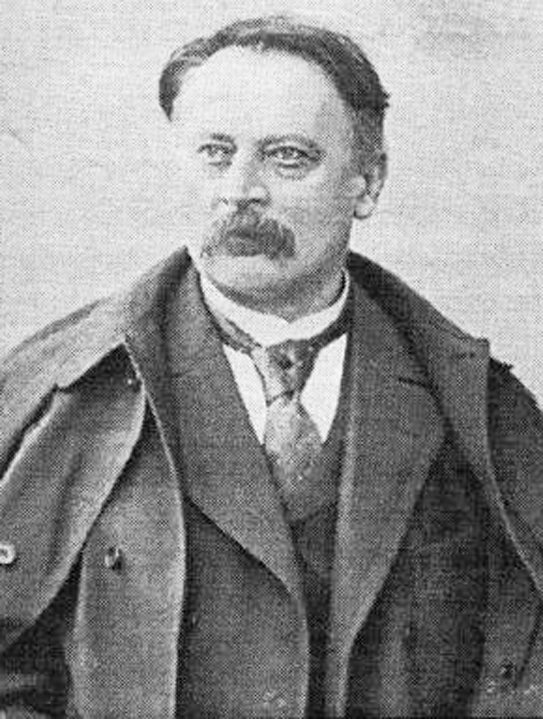
Franz Hartmann

Theosophie hat für Hartmann nichts mit Parteiinteressen und Autoritätenzwang zu tun. Sie ist auf Freiheit und Toleranz gegründet und lässt sich nicht einsperren in die Schranken einer begrenzten Körperschaft. Sie ist nicht ein System von Lehrmeinungen, die es zu adoptieren gilt, sondern ein stetes Werden und Verwirklichen in der Praxis des Alltags. Mit der Gründung beabsichtigte Hartmann nicht, eine „neue“ Gesellschaft ins Leben zu rufen, „sondern der theosophischen Bewegung im allgemeinen durch die Verbreitung einer höheren Weltanschauung nützlich zu sein.“ Er unterschied zwischen Theosophie und theosophischen Lehren:
- Theosophie „ist die Erkenntnis der Wahrheit, die den Verstand des Menschen, der allen Vorurteilen, entwachsen ist, erleuchtet. Sie ist … das geistig-göttliche Leben im Menschen selbst, seine höchste Vernunft. Sie ist die intuitive Erkenntnis des Wahren im Herzen des Menschen, die nicht mit Phantasterei, Aberglauben, Schwärmerei, Spekulation und Autoritätenwahn zu tun hat.“
- Theosophische Lehren „werden die Lehren genannt, die von Menschen herstammen, die zur Selbsterkenntnis des Wahren gekommen sind.“ „Man kann wohl die theosophischen Lehren, nicht aber die Gotteserkenntnis selber „erlernen“, oder durch bloße Theorien, ohne die Kraft der Erkenntnis zu haben, zur klaren Einsicht kommen.“

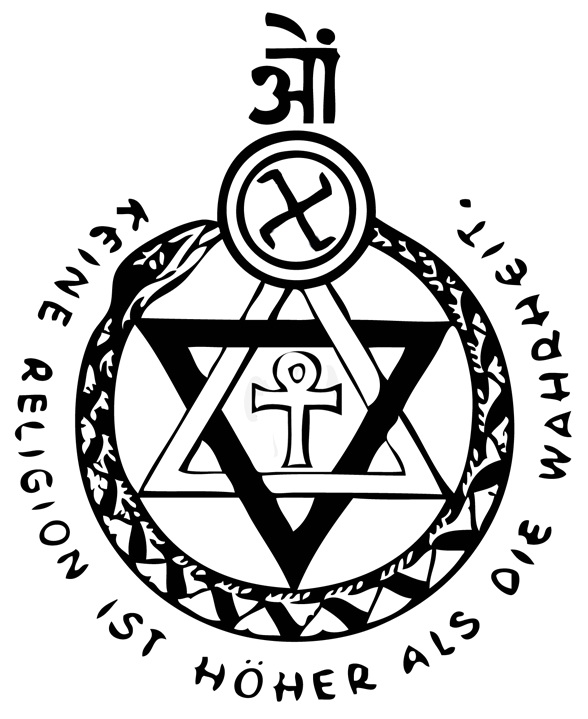

Hartmann erkannte die religionsübergreifenden Aspekte der Theosophie. Für ihn gab es „keine spezifisch ‚christliche’, ‚buddhistische’, ‚indische’ oder dergl. Theosophie; denn Theosophie ist Gotteserkenntnis, und Gott ist weder ein ‚Christ’ noch ein ‚Buddhist’, ‚Brahmine’ oder dergl. Theosophie ist die Erkenntnis der Wahrheit, auf der alle religiösen Systeme aufgebaut sind.“ Daher das Motto der Theosophischen Gesellschaft: Keine Religion ist höher als die Wahrheit.

### Eine Menschheitsfamilie
Mit den Gründern der Theosophischen Bewegung teilte Hartmann das Ideal einer geeinten und glücklichen Menschheitsfamilie, die frei von den Fesseln der Vorstellung eines stabilen, von allen anderen getrennten Ichs ist; die die Einsicht in ihrem praktischen Leben verwirklicht, dass alles untrennbar mit dem anderen verbunden ist und alle Menschen Teil des Einen untrennbaren Lebens sind.

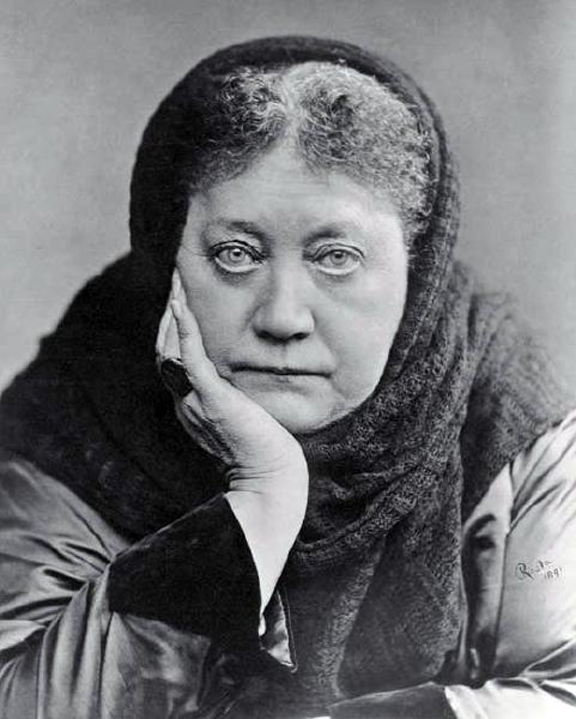
H. P. Blavatsky

H. P. Blavatsky hatte in ihrem Schlüssel zur Theosophie (1889) geschrieben: „Da die Menschheit essentiell von ein und derselben inneren Natur ist …, kann nichts ein einzelnes Volk oder einen einzelnen Menschen treffen, ohne zugleich auch alle anderen Völker und Menschen zu treffen.“
So Hartmann sieben Jahre später auf dem ersten Kongress der Theosophischen Gesellschaft in Deutschland am 29. August 1896 in Berlin: „Der allgemeinen Menschenverbrüderung liegt die allgemeine Menschenliebe zugrunde, und diese Liebe ist nicht eine bloße Theorie noch eine phantastische Schwärmerei, sondern sie besteht in der Erkenntnis, dass alle Menschen, ja sogar alle Geschöpfe ihrem Wesen nach eine Einheit, wenn auch in ihren Formen, Erscheinungen und deren Eigenschaften voneinander verschieden sind.“

## Vorgeschichte

### Aufenthalt in Adyar
Hartmann war 1883 von Olcott im Auftrag Blavatskys aufgefordert worden, nach Indien ins Hauptquartier der Theosophischen Gesellschaft zu kommen. Er wurde Mitarbeiter und Leiter des Verwaltungsrats und lernte dort W. Q. Judge kennen, dem er bis zu dessen Tode in Freundschaft verbunden blieb. 1885 kehrte er zusammen mit Blavatsky nach Europa zurück. All seine Kräfte stellte er fortan in den Dienst der Theosophie, verfasste Studien, Essays, Übersetzungen und Kommentaren, die er, zunächst in Englisch, dann Deutsch in rascher Folge veröffentlichte.

### Geistiger Horizont
Seine ab Herbst 1892 herausgegebene Zeitschrift Lotusblüthen machte die deutschsprachige Leserschaft in den mitteleuropäischen Ländern mit Originalauszügen aus den fernöstlichen Weisheitstraditionen wie auch mit dem weitgehend unverstandenen und daher in Vergessenheit geratenen mystischen und esoterischen Gedankengut des Abendlands bekannt, u. a. Meister Eckehart und Paracelsus. Zugleich erläuterte sie Grundzüge des theosophischen Weltbildes. Hartmanns Ziel war es, Brücken zu bauen und das Gemeinsame der mystisch-philosophischen Traditionen aus Ost und West sichtbar werden zu lassen.

## Gründung der TGD/I.T.V.

### Anlass
Infolge seiner Vorträge und einer zunehmenden theosophisch interessierten Leserschaft bildeten sich theosophische Gruppen im gesamten deutschsprachigen Bereich. Hartmann wurde zur Integrationsfigur theosophischer Bestrebungen und 1896 in Berlin zum Präsidenten der Theosophischen Gesellschaft in Europa als Teil der TG in Amerika (TGinA) gewählt. Ein Jahr später, nach seiner Vortragsreise durch die USA, legte er sein Amt jedoch nieder, da er mit den neu eingeführten Leitungsprinzipien der TGinA nicht einverstanden war.
Am 3. September 1897 gründete er die Internationale Theosophische Verbrüderung in München, deren Sitz er 1898 nach Leipzig verlegte, wo sich ein Kreis junger Idealisten fand, der in seinem Sinne tätig war. Originalton Hartmann:
„Wir sind sehr erfreut über das Erscheinen einer neuen theosophischen Zeitschrift, genannt ‚Theosophischer Wegweiser‘, herausgegeben von der Centralstelle der Theosophischen Gesellschaft in Deutschland (Arthur Weber, Leipzig, Inselstr. 25) und Österreich (Ludwig Last, Wien IV, Kleine Neugasse 4) und zwar umso mehr, als wir in ihr ein Verständnis für diejenigen Prinzipien der Freiheit und Toleranz finden, welche H. P. Blavatsky bei der Gründung ihrer ‚Theosophischen Gesellschaft‘ maßgebend waren.“ Die auf der Gründungsversammlung 1897 angenommene Satzung enthält die von Hartmann als wichtig erachteten Punkte:

### Verfassung
Satzung (1897) (Auszug):
- Artikel I Prinzipien und Verfassung
  - §1. Allgemeines
    - 1. Die „Theosophische Gesellschaft in Deutschland“… ist eine freie Vereinigung (ein Bund) der theosophischen Vereine und Gesellschaften Deutschlands, die sich auf Grund dieser Verfassung und Geschäftsordnung unter Anerkennung der Prinzipien der Freiheit und Brüderlichkeit, der Selbstbestimmung und Toleranz, also ohne einen offiziellen Leiter oder Führer, sowie ohne einen den Mitgliedern vorgeschriebenen Glauben (Dogma) zur uneigennützigen Arbeit für das Wohl der Menschheit verbunden haben.
    - 2. Dieselbe … hat als solche nichts mit irgendwelchen „Geheimschulen“ oder „esoterischen Verbindungen“ innerhalb oder außerhalb der „Theosophischen Gesellschaft“ zu schaffen [...]

  - § 2. Hauptzweck und Grundlage
    - Der einzige für jedes Mitglied bindende Zweck der „Theosophischen Gesellschaft“ in allen Ländern ist: „einen Kern einer die ganze Menschheit umfassenden Verbrüderung zu bilden ohne jeden Unterschied bezüglich der Rasse, der Nationalität, des Glaubens und der Konfession, des Standes und Geschlechtes, um welchen die theoretisch bereits anerkannten Ideen der allgemeinen Menschenliebe und Menschenverbrüderung sich kristallisieren und die höchsten Ideale der Menschheit verwirklichen können.“
    - … Die Einheit der theosophischen Verbrüderung besteht keineswegs in einer äußeren Einheitlichkeit der Organisation… Das Band, welches alle Mitglieder miteinander verbindet, ist geistiger Natur und besteht einzig in der Erkenntnis der göttlichen Einheit in allem und in der Betätigung dieser Erkenntnis gegen alle lebenden Wesen […][9]

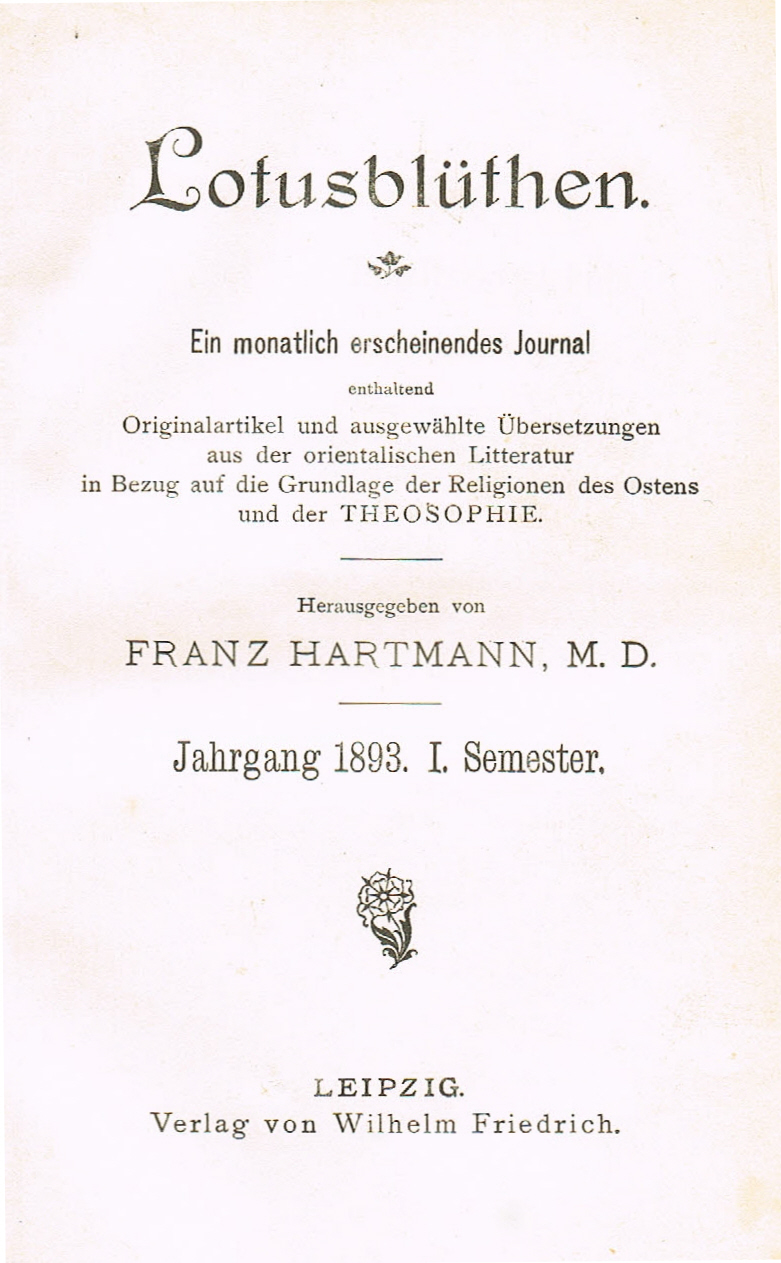
Lothusblüthen
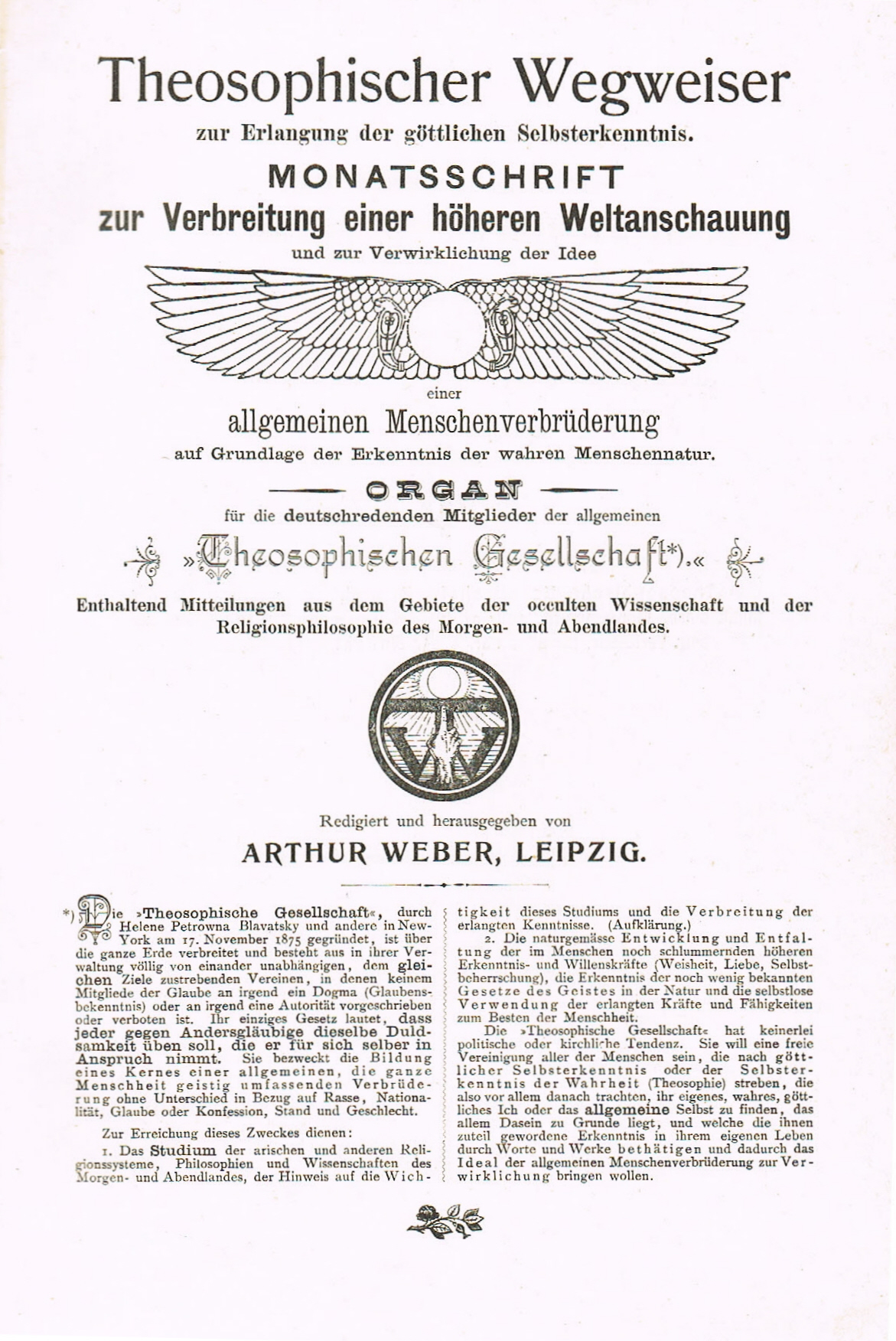
Wegweiser
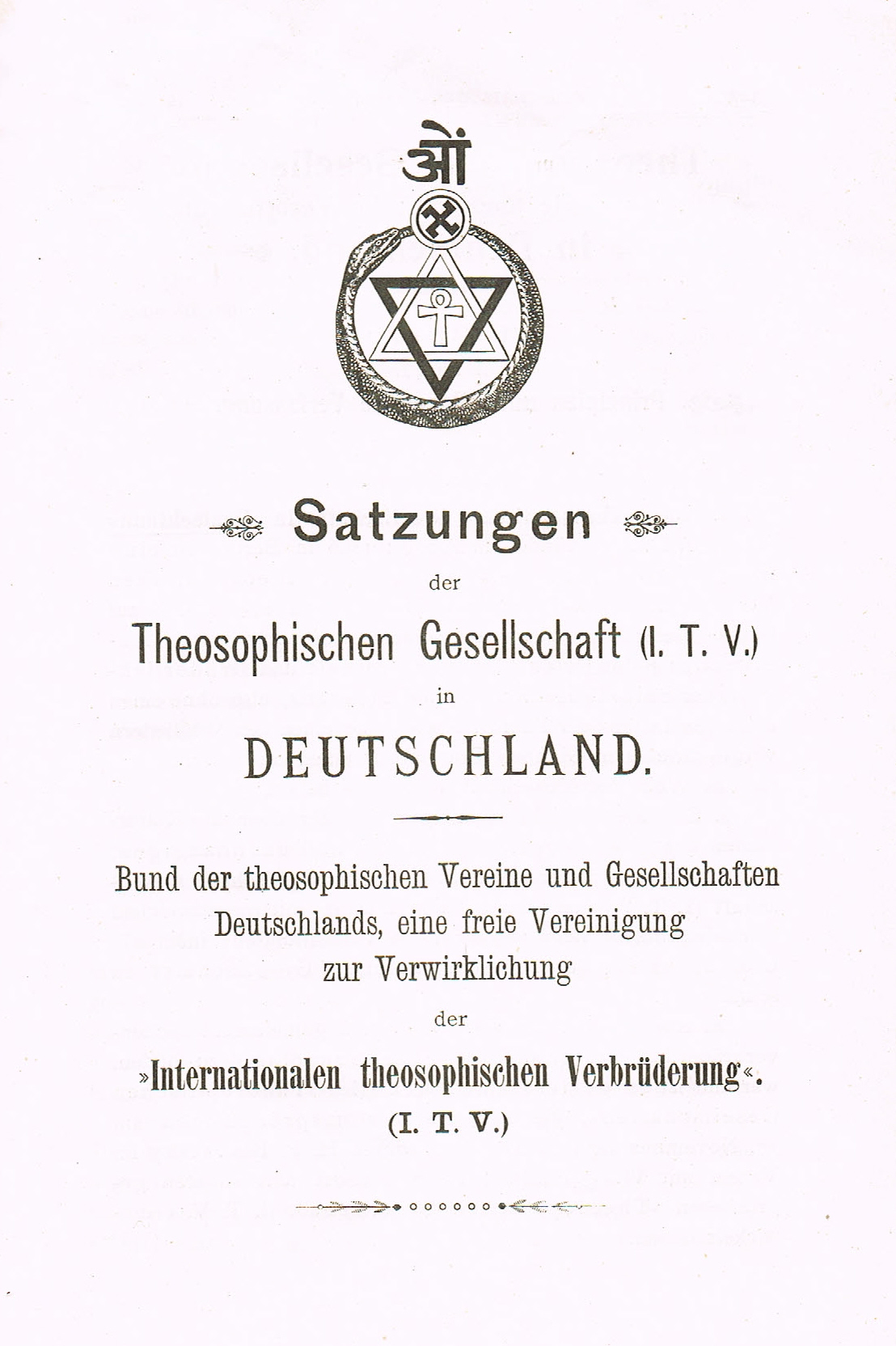
Satzung 1897

## Tätigkeit

### Entwicklung in den Folgejahren
Die in Leipzig sich konsolidierende Theosophische Gesellschaft (TGD) wurde bald zu einem Mittelpunkt theosophischer Aktivitäten in ganz Deutschland und in den Deutsch sprechenden Regionen der Nachbarländer. In ihr schlossen sich unabhängige theosophische Gruppen auf freiwilliger Basis zusammen. Die Leitung der Gesellschaft, die sich als Teil der Internationalen Theosophischen Verbrüderung (I.T.V.) verstand, lag in Händen eines Geschäftsausschusses, dem u. a. Arthur Weber, Herausgeber des Theosophischen Wegweisers, und Edwin Böhme angehörten. Hartmann vermied es, sich in Verwaltungsarbeit einbinden zu lassen. Er hielt zahlreiche Vorträge auf regionaler und überregionaler Ebene, schrieb die Leitartikel der Zeitschrift und war, besonders in den ersten Jahren, der geistige Kopf der Gesellschaft.
Durch ihn und das Wirken weiterer Mitarbeiter kam es zu einem starken Anwachsen theosophischer Zweige. Neben örtlichen Veranstaltungen (es existierten zeitweise um die 50 Ortsgruppen mit insgesamt ca. 3000 Mitgliedern) fanden überregionale Kongresse und Bundestage in Berlin, Dresden, Leipzig, Nürnberg und Magdeburg statt. In Bad Berka, Bad Liebenzell, Gablonz a. d. Neiße und Oliva bei Danzig wurden Sommerschulen veranstaltet.

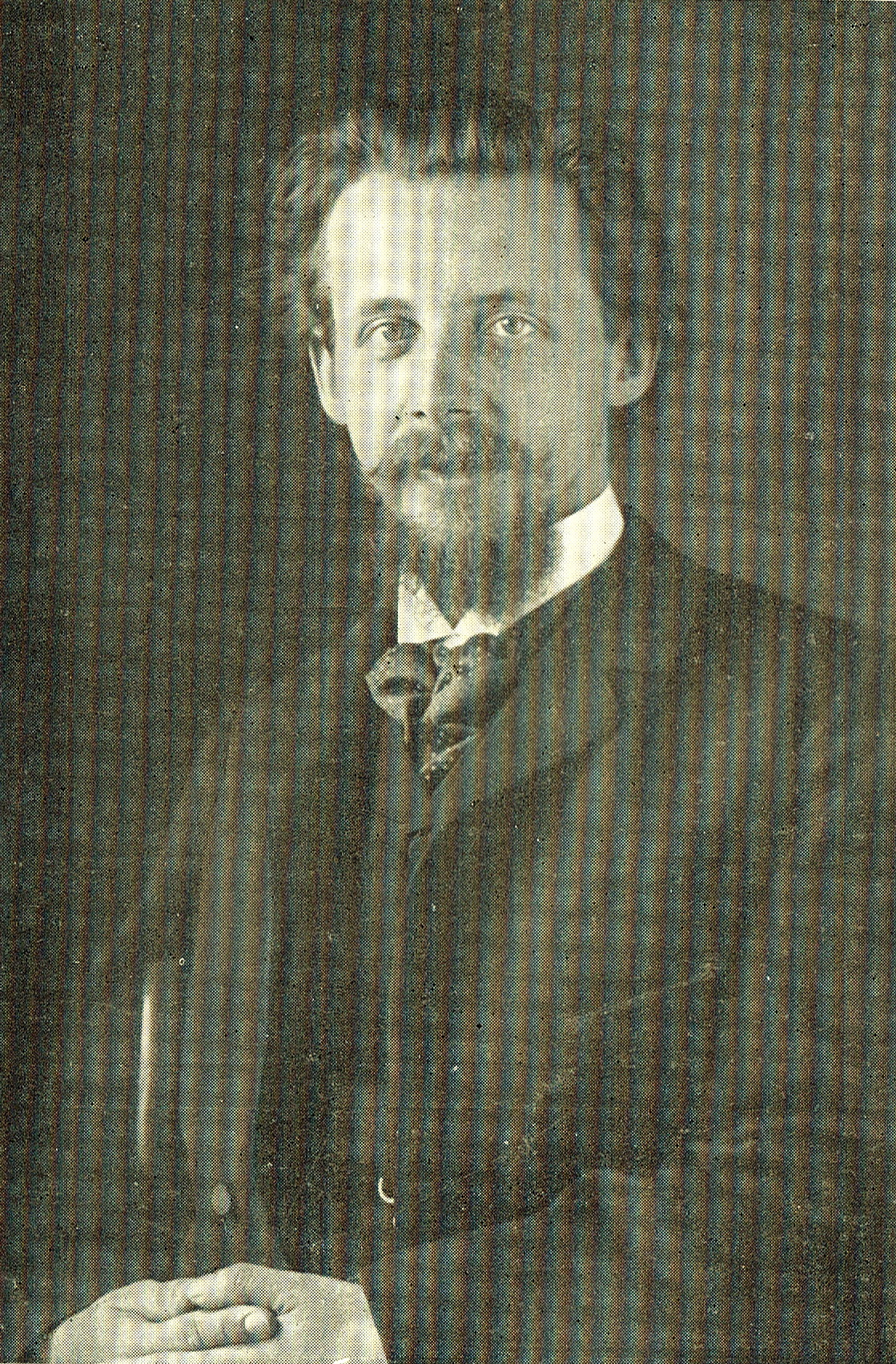
Edwin Böhme

### Persönlichkeiten
Herausragende Mitarbeiter der Theosophischen Gesellschaft in Deutschland (nicht immer identisch mit den Vereins-Vorsitzenden der I.T.V./TGD) waren neben Franz Hartmann (1838–1912) u. a. Edwin Böhme (1877–1906) Hermann Rudolph (1865–1946) und Erhard Bäzner (1887–1963), der zu einem vielgefragten Vortragsredner in theosophischen Kreisen und darüber hinaus wurde. Bäzners Hauptwerk Wo sind die Toten? Sehen wir sie wieder? Eine Abhandlung über Tod und Wiederverkörperung schöpft aus eigenen Beobachtungen Sterbender (bestätigt jetzt durch die Berichte zahlloser Nahtodpatienten) und ihrer sich anschließenden Schicksale.

### Unabhängigkeit
Zur Selbständigkeit der Theosophischen Gesellschaft in Deutschland vergleiche man Edwin Böhmes „Unabhängigkeits-Erklärung“ auf dem Kongress der Theosophischen Gesellschaft Adyar in London im Juli 1900, in der die Bereitschaft der I.T.V. zur Zusammenarbeit mit anderen Theosophischen Gesellschaften bei gleichzeitiger Wahrung organisatorischer Selbständigkeit bekundet wurde. Die in den Anfangsjahren nötig scheinende Abgrenzung ist inzwischen überholt. Die Theosophischen Gesellschaften arbeiten seit langem in geschwisterlicher Verbundenheit und gegenseitigem Vertrauen zusammen.

## Unterbrechung und Neubeginn

### Krisen und Verbot während des "Dritten Reichs".
Unter dem Druck der sich festigenden Herrschaft der Nationalsozialisten entstanden auch in der Theosophischen Gesellschaft in Deutschland (nicht zuletzt wegen des „I“ (= „International“) in ihrem Namen „I.T.V.“) Spannungen, die sich nicht mehr gemäß ihrer Satzung beheben ließen und auch dazu führten, dass Erhard Bäzner, gleichzeitig mit einigen anderen Mitgliedern, aus der I.T.V. ausgeschlossen wurde. Erhard Bäzner gründete daraufhin in Dresden die „Deutsche Theosophische Gesellschaft“. Diese DTG konnte in den wenigen Jahren bis 1937 (als sie wie die I.T.V. und andere nicht ins NS-Raster passende Gruppen) verboten wurde und allen Besitz verlor – insbesondere ihre Bibliotheks-Bestände –, in der Öffentlichkeit keine nennenswerte Wirksamkeit mehr entfalten.

### Neubeginn in Dresden
Nach dem Zusammenbruch Hitler-Deutschlands gelang Erhard Bäzner 1946 die Wiedergründung der Theosophischen Gesellschaft in Deutschland mit Genehmigung der sowjetischen Besatzungsbehörden – zunächst nur für die Stadt Dresden, bald danach aber für das ganze Land Sachsen und dann für die gesamte Sowjetische Besatzungszone. Der vielversprechende Anfangserfolg konnte jedoch keine Früchte tragen: Die 1949 gegründete DDR unterwarf alle Vereine einer Neuregistrierung, die der TGD nicht gewährt wurde; sie war zwar nicht „verboten“, durfte aber nicht arbeiten. Vor allem deshalb siedelte Erhard Bäzner 1952 (nach seinem Eintritt in den Ruhestand – er war seit dem Berufsverbot als Schriftsteller in der sächsischen Forstverwaltung angestellt gewesen –) in seine Schwarzwälder Heimat über.

### Neugründung in Frankfurt
In den westlichen Besatzungszonen Deutschlands hatte man – auf dessen baldige Wiedervereinigung hoffend? – mit der Neugründung der TGD zugewartet. Diese war erst zu Pfingsten 1949 in Frankfurt am Main unter dem Vorsitz von Willy Mattig erfolgt. In der Öffentlichkeit begann die Tätigkeit der TGD aber im Wesentlichen nicht vor der Übersiedlung des Ehepaars Bäzner von Dresden, als Gertrud Bäzner die Geschäftsstelle übernahm und Erhard Bäzner (wieder) als Vortragsredner und als regelmäßiger Beiträger der Zeitschrift Das Höhere Leben mitarbeitete.

### Theosophisches Schrifttum
Um das theosophische Schrifttum verdient gemacht hat sich nach dem Zweiten Weltkrieg insbesondere Hans Fändrich, der bereits 1899 in den Leipziger Kreis um Edwin Böhme gekommen war und die „Theosophische Central-Buchhandlung“ übernommen hatte. Noch vor 1914 baute er in Buenos Aires eine deutsche Buchhandlung auf und gründete dort 1950, als 70-Jähriger, den „Schatzkammer-Verlag“, in dem, neben anderen theosophischen Büchern, fast alle Werke Franz Hartmanns neu gedruckt wurden. Unter dem Pseudonym „Johannes Fährmann“ veröffentlichte er einen Großen Theosophischen Katechismus, der in sieben Teilen das gesamte theosophische Weltbild in leicht fasslicher Form behandelt. 1961 übersiedelte er mit seinem ganzen Verlag nach Calw im Schwarzwald, wo nach seinem Tod der Ullrich-Verlag die Bücherbestände erwarb und bemüht ist, Fändrichs Werk fortzuführen.

### Tätigkeiten in der Gegenwart
Durch das Zusammenwirken von E. Bäzner und Robert Ullrich (dem Gründer des Ullrich Verlags), kamen 1953 auch die Sommertagungen der TGD nach Calw, die bis 2016 jährlich dort stattfanden. Nachdem sie 2017 einmalig in Gößweinstein (Oberfranken) stattfand, wird sie seit 2018 in Hütscheroda (bei Eisenach) abgehalten.
Die TGD gibt in Fortführung des Theosophischen Wegweisers und der Theosophischen Kultur (ab 1909) eine eigene Zeitschrift heraus: Theosophie heute, bis 1983 unter dem Titel Das Höhere Leben. Die Theosophische Gesellschaft in Deutschland (TGD) ist, getreu dem Grundsatz Franz Hartmanns, offen für das weite Spektrum theosophischer Denkrichtungen und Strebungen. Sie fördert Buchveröffentlichungen im theosophischen Bereich, auch solche, die inhaltlich wertvoll, aus kommerziellen Gründen aber kaum Berücksichtigung finden würden (darunter Werke von Helena P. Blavatsky, Franz Hartmann, George W. Russell, Geoffrey Hodson u. a.). Die TGD hat zur Zeit Zweige und Studienkreise in Berlin, Dresden, Essen und Heidelberg und veranstaltet jedes Jahr eine Sommertagung in Hütscheroda (bei Eisenach).